# 69è Festival Internacional de Cinema de Berlín
El 69è Festival Internacional de Cinema de Berlín va tenir lloc entre el 7 i el 17 de febrer de 2019. L'actriu francesa Juliette Binoche va servir com a presidenta del jurat. El festival va obrir amb la pel·lícula The Kindness of Strangers de Lone Scherfig. L'Os d'Or fou atorgat a la pel·lícula dramàtica francoisraeliana Synonymes dirigida per Nadav Lapid, que també va clausurar el festival.

## Jurat

### Competició principal

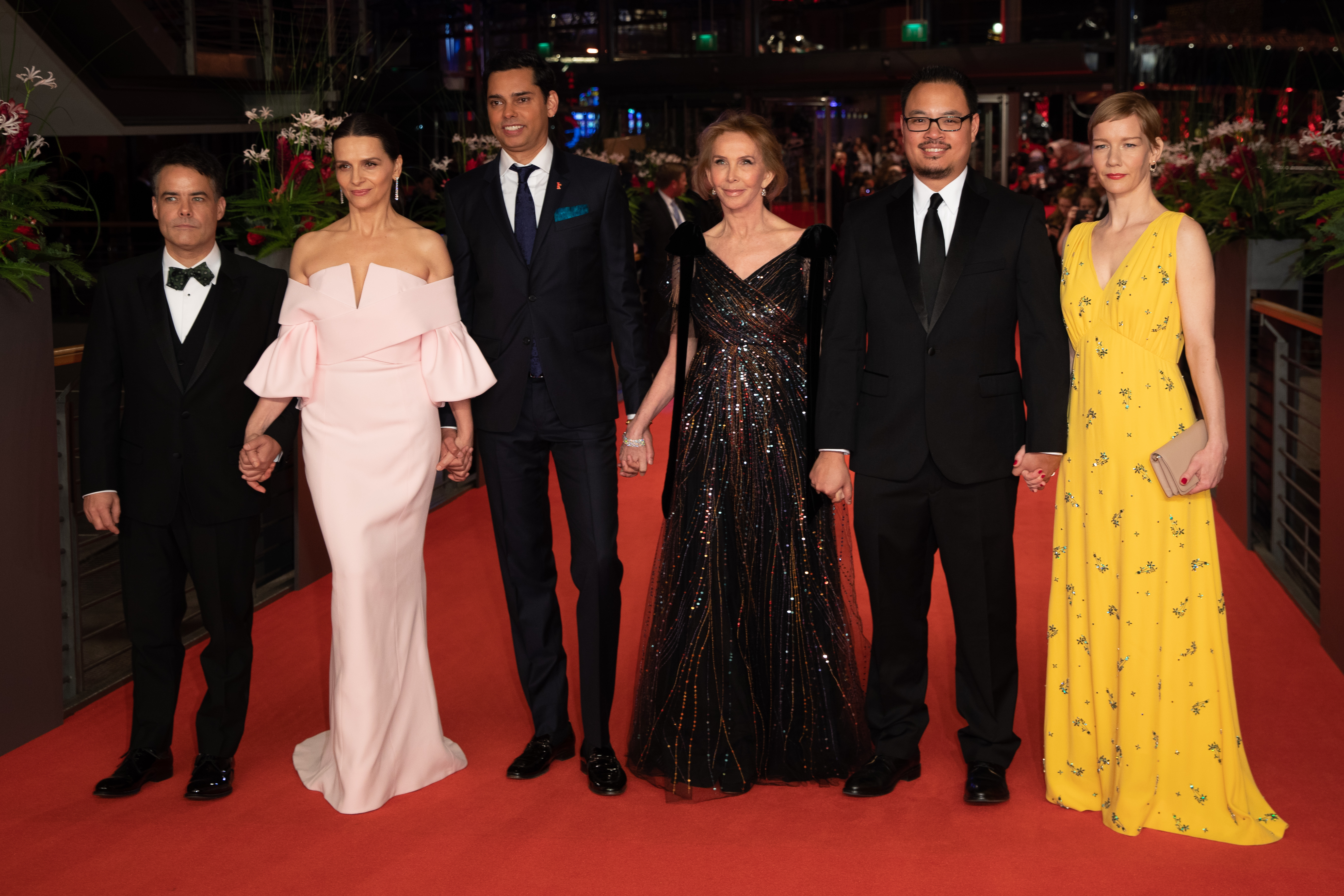
Jurat de la competició principal en la cerimònia de clausura de la Berlinale 2019: (from left to right) Sebastián Lelio, Juliette Binoche, Rajendra Roy, Trudie Styler, Justin Chang, i Sandra Hüller.

El jurat de la secció Competició Berlinale va estar format per:
- Juliette Binoche (President), actriu francesa
- Justin Chang, Crític estatunidenc
- Sandra Hüller, actriu alemanya
- Sebastián Lelio, director xilè
- Rajendra Roy, conservador estatunidenc
- Trudie Styler, actriu, productora i directora britànica

### Primera pel·lícula
El jurat del premi a la Primera Pel·lícula va estar format per:
- Katja Eichinger, autor i productor alemany
- Alain Gomis, director i guionista francosenegalès
- Vivian Qu, productora, directora i guionista xinesa

### Curtmetratge
El jurat del Premi als Curtmetratges de la Berlinale va estar format per:
- Jeffrey Bowers, conservador estatunidenc
- Vanja Kaludjercic, programador croat
- Koyo Kouoh, comissària camerunesa

## En competició
Les següents pel·lícules van competir per l'Os d'Or i per l'Os de Plata:
| Títol                               | Director(s)            | País                                                                  |
| ----------------------------------- | ---------------------- | --------------------------------------------------------------------- |
| Grâce à dieu                        | François Ozon          | França                                                                |
| Elisa y Marcela*                    | Isabel Coixet          | Espanya                                                               |
| Répertoire des villes disparues     | Denis Côté             | Canadà                                                                |
| Gospod postoi, imeto i' e Petrunija | Teona Strugar Mitevska | Bèlgica, Croàcia, França, Macedònia del Nord, Eslovènia               |
| El monstre de St. Pauli             | Fatih Akin             | França, Alemanya                                                      |
| Der Boden unter den Füßen*          | Marie Kreutzer         | Àustria                                                               |
| The Kindness of Strangers           | Lone Scherfig          | Canadà, Dinamarca, França, Alemanya, Suècia, Regne Unit, Estats Units |
| Ich war zuhause, aber               | Angela Schanelec       | Alemanya, Sèrbia                                                      |
| Mr. Jones                           | Agnieszka Holland      | Polònia, Ucraïna, Regne Unit                                          |
| Öndög                               | Wang Quan'an           | R.P. de la Xina                                                       |
| Ut og stjæle hester                 | Hans Petter Moland     | Dinamarca, Noruega, Suècia                                            |
| La paranza dei bambini              | Claudio Giovannesi     | Itàlia                                                                |
| Di jiu tian chang                   | Wang Xiaoshuai         | R.P. de la Xina                                                       |
| Synonymes*                          | Nadav Lapid            | França, Alemanya, Israel                                              |
| Systemsprenger                      | Nora Fingscheidt       | Alemanya                                                              |
| Kız Kardeşler                       | Emin Alper             | Alemanya, Grècia, Països Baixos, Turquia                              |

## Fora de competició
Les següents pel·lícules foren seleccionades per ser projectades fora de competició:
| Títol             | Director(s)   | País                                   |
| ----------------- | ------------- | -------------------------------------- |
| Amazing Grace     | Alan Elliott  | Estats Units                           |
| L'adieu à la nuit | André Téchiné | França, Alemanya                       |
| Marighella        | Wagner Moura  | Brasil                                 |
| The Operative     | Yuval Adler   | França, Alemanya, Israel, Estats Units |
| Varda par Agnès   | Agnès Varda   | França                                 |
| Vice              | Adam McKay    | Estats Units                           |

## Panorama
Les següents pel·lícules foren seleccionades per la secció Panorama:
| Títol                                   | Director(s)                      | País                                                                     |
| --------------------------------------- | -------------------------------- | ------------------------------------------------------------------------ |
| 37-Byō 37秒                             | Hikari                           | Japó                                                                     |
| Kislota* Кислота                        | Alexander Gorchilin              | Rússia                                                                   |
| Geschwister                             | Edward Berger                    | Alemanya                                                                 |
| Der Atem                                | Uli M Schueppel                  | Alemanya                                                                 |
| Breve historia del planeta verde*       | Santiago Loza                    | Argentina, Brasil, Alemanya, Espanya                                     |
| Buoyancy                                | Rodd Rathjen                     | Austràlia                                                                |
| Eynayim Sheli (עינויים שלי)             | Yaron Shani                      | Alemanya, Israel                                                         |
| Dafne                                   | Federico Bondi                   | Itàlia                                                                   |
| The Day After I'm Gone היום שאחרי לאחת  | Nimrod Eldar                     | Israel                                                                   |
| Divino Amor                             | Gabriel Mascaro                  | Brasil, Xile, Dinamarca, Noruega, Suècia, Uruguai                        |
| A Dog Barking at the Moon* 再见南屏晚钟 | Xiang Zi                         | R.P. de la Xina, Espanya                                                 |
| Los miembros de la familia*             | Mateo Bendesky                   | Argentina                                                                |
| Flatland                                | Jenna Bass                       | Alemanya, Luxemburg, Sud-àfrica                                          |
| Flesh Out                               | Michela Occhipinti               | Itàlia                                                                   |
| Greta*                                  | Armando Praça                    | Brasil                                                                   |
| Hellhole                                | Bas Devos                        | Bèlgica, Països Baixos                                                   |
| La fiera y la fiesta*                   | Laura Amelia Guzmán              | Argentina, República Dominicana, Mèxic                                   |
| Woo Sang                                | Lee Su-jin                       | Corea del Sud                                                            |
| Jessica Forever                         | Caroline Poggi, Jonathan Vinel   | França                                                                   |
| Light of My Life                        | Casey Affleck                    | Estats Units                                                             |
| Mid90s                                  | Jonah Hill                       | Estats Units                                                             |
| Midnight Traveler                       | Hassan Fazili i Emelie Mahdavian | Canadà, Qatar, Regne Unit, Estats Units                                  |
| To thávma tis thálassas ton Sargassón*  | Syllas Tzoumerkas                | Alemanya, Grècia, Països Baixos, Suècia                                  |
| Monos*                                  | Alejandro Landes                 | Argentina, Colòmbia, Dinamarca, Alemanya, Països Baixos, Suècia, Uruguai |
| Doch wir lächeln zurück                 | Xaver Xylophon                   | Alemanya                                                                 |
| The Shadow Play 风中有朵雨做的云        | Lou Ye                           | R.P. de la Xina                                                          |
| Skin                                    | Guy Nattiv                       | Estats Units                                                             |
| The Souvenir                            | Joanna Hogg                      | Regne Unit, Estats Units                                                 |
| Staff Only                              | Neus Ballús                      | França, Espanya                                                          |
| Šavovi                                  | Miroslav Terzić                  | Bòsnia i Hercegovina, Croàcia, Sèrbia, Eslovènia                         |
| Temblores*                              | Jayro Bustamante                 | França, Guatemala, Luxemburg                                             |

### Panorama Dokumente
Les següents pel·lícules foren seleccionades per la secció Panorama Dokumente:
| Títol                                            | Director(s)             | País                                 |
| ------------------------------------------------ | ----------------------- | ------------------------------------ |
| Schönheit & Vergänglichkeit*                     | Annekatrin Hendel       | Alemanya                             |
| A Dog Called Money                               | Seamus Murphy           | Irlanda, Regne Unit                  |
| Lemebel*                                         | Joanna Reposi Garibaldi | Xile, Colòmbia                       |
| Normal*                                          | Adele Tulli             | Itàlia, Suècia                       |
| La Arrancada                                     | Aldemar Matias          | Brasil, Cuba, França                 |
| Searching Eva*                                   | Pia Hellenthal          | Alemanya                             |
| Selfie                                           | Agostino Ferrente       | França, Itàlia                       |
| Serendipity                                      | Prune Nourry            | Estats Units                         |
| Shooting the Mafia                               | Kim Longinotto          | Irlanda, Regne Unit                  |
| Système K                                        | Renaud Barret           | França                               |
| Talking About Trees                              | Suhaib Gasmelbari       | Txad, França, Alemanya, Qatar, Sudan |
| Estou Me Guardando Para Quando O Carnaval Chegar | Marcelo Gomes           | Brasil                               |
| Western Arabs                                    | Omar Shargawi           | Dinamarca, Països Baixos             |
| What She Said: The Art of Pauline Kael           | Rob Garver              | Estats Units                         |

## Berlinale Special
Les següents pel·lícules foren seleccionades per la secció Berlinale Special:
| Títol                                               | Director(s)                                               | País                          |
| --------------------------------------------------- | --------------------------------------------------------- | ----------------------------- |
| Anthropocene: The Human Epoch                       | Jennifer Baichwal, Nicholas de Pencier i Edward Burtynsky | Canadà                        |
| The Boy Who Harnessed the Wind                      | Chiwetel Ejiofor                                          | Regne Unit                    |
| Brecht                                              | Heinrich Breloer                                          | Àustria, Alemanya             |
| El Norte                                            | Gregory Nava                                              | Regne Unit, Estats Units      |
| Gully Boy                                           | Zoya Akhtar                                               | Índia                         |
| Es hätte schlimmer kommen können - Mario Adorf      | Dominik Wessely                                           | Alemanya                      |
| Lampenfieber                                        | Alice Agneskirchner                                       | Alemanya                      |
| Peter Lindbergh - Women Stories                     | Jean Michel Vecchiet                                      | Alemanya                      |
| La teva fotografia                                  | Ritesh Batra                                              | Alemanya, Índia, Estats Units |
| Watergate                                           | Charles Ferguson                                          | Estats Units                  |
| Celle que vous croyez                               | Safy Nebbou                                               | França                        |
| Weil du nur einmal lebst - Die Toten Hosen auf Tour | Cordula Kablitz-Post                                      | Alemanya                      |

## Premis
Es van atorgar els següents premis:

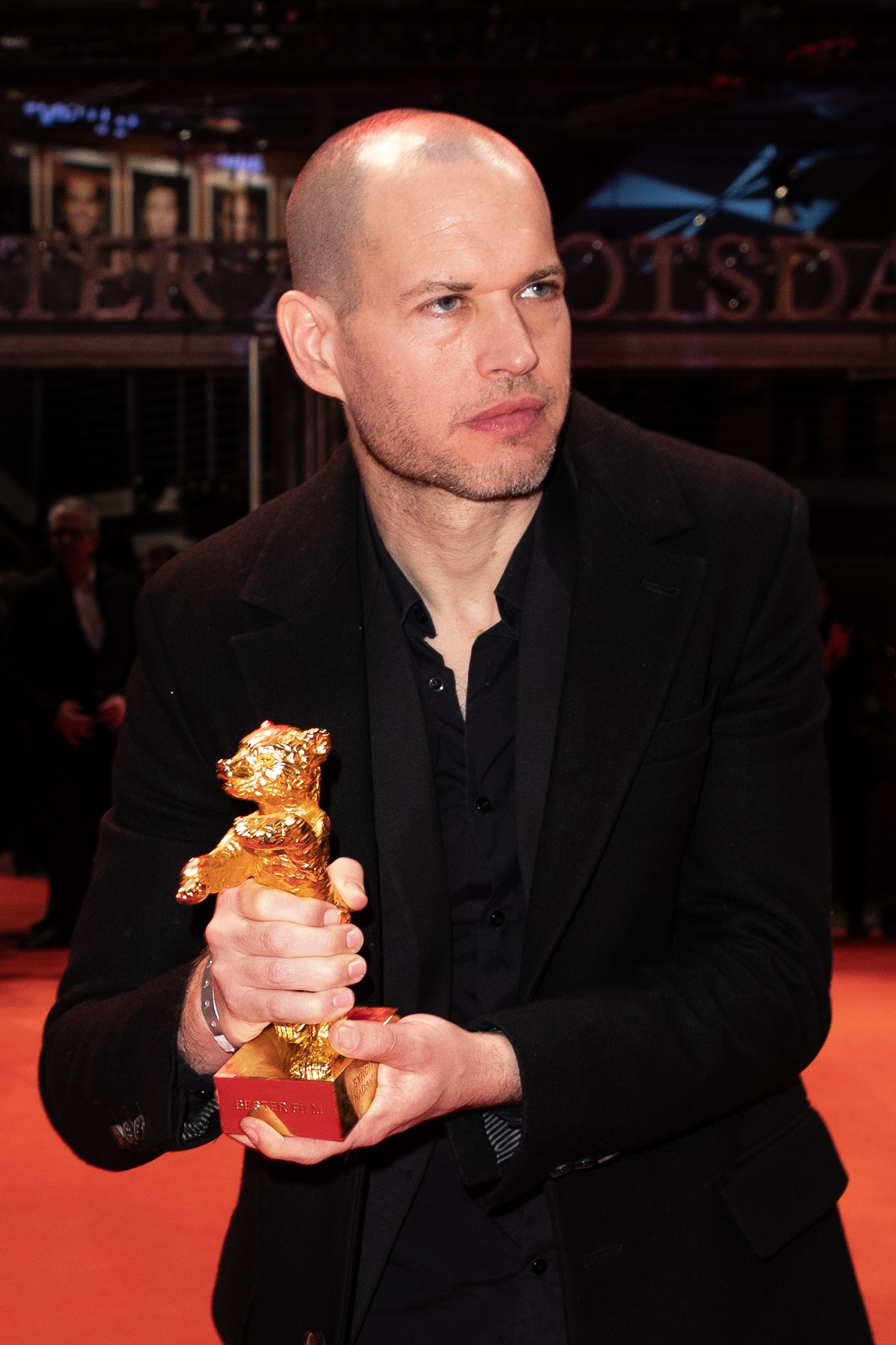
Nadav Lapid amb l'Os d'Or en la cerimònia de clausura de la Berlinale 2019

- Os d'Or – Synonymes de Nadav Lapid
- Premi Especial del Jurat (Os de Plata) – Grâce à dieu de François Ozon
- Premi Alfred Bauer (Os de Plata) – Systemsprenger de Nora Fingscheidt
- Millor director – Angela Schanelec per Ich war zuhause, aber
- Millor actriu – Yong Mei per Di jiu tian chang
- Millor actor – Wang Jingchun per Di jiu tian chang
- Os de Plata al millor guió – Maurizio Braucci, Claudio Giovannesi i Roberto Saviano per La paranza dei bambini
- Os de Plata a la millor contribució artística – Rasmus Videbæk per la fotografia a Ut og stjæle hester
- Os d'Or al Millor Curtmetratge – Umbra de Florian Fischer i Johannes Krell

- Premi Panorama Audience 
  - 1r Lloc: 37-Byō de Hikari
  - 2n Lloc: Šavovi de Miroslav Terzić
  - 3r Lloc: Buoyancy de Rodd Rathjen
- Premi Panorama Audience - Panorama Dokumente
  - 1r Lloc: Talking About Trees de Suhaib Gasmelbari
  - 2n Lloc: Midnight Traveler de Hassan Fazili i Emelie Mahdavian
  - 3r Lloc: Shooting the Mafia de Kim Longinotto
- Premi Teddy
  - Millor Pel·lícula: Breve historia del planeta verde de Santiago Loza
  - Millor Documental/Assaig: Lemebel de Joanna Reposi Garibaldi
  - Millor Curtmetratge: Entropia de Flóra Anna Buda
  - Premi Especial del Jurat: A Dog Barking at the Moon de Xiang Zi
  - Premi Teddy Especial: Falk Richter
- Premi FIPRESCI
  - Competició: Synonymes de Nadav Lapid
  - Panorama: Dafne de Federico Bondi
  - Forum: Die Kinder der Toten de Kelly Copper and Pavol Liska
- Premi del Jurat Ecumènic
  - Competició: Gospod postoi, imeto i' e Petrunija de Teona Strugar Mitevska
  - Panorama: Buoyancy de Rodd Rathjen
    - Menció Especial: Midnight Traveler de Hassan Fazili and Emelie Mahdavian

  - Forum: Earth de Nikolaus Geyrhalter
- Premi CICAE
  - Panorama: 37-Byō de HIKARI
  - Forum: Our Defeats de Jean-Gabriel Périot
- Generation 14Plus
  - Os de Cristall a la millor pel·lícula: Stupid Young Heart de Selma Vilhunen
    - Menció Especial: We Are Little Zombies de Makoto Nagahisa

  - Os de Cristall al Millor Curtmetratge: Tattoo de Farhad Delaram
    - Menció Especial: Four Quartets de Marco Alessi
- Generation KPlus
  - Gran Premi del Jurat Internacional de la Generació 14plus a la millor pel·lícula: House of Hummingbird de Kim Bo-ra
    - Menció Especial: Bulbul Can Sing de Rima Das

  - Premi Especial del Jurat Internacional de la Generació 14plus al Millor Curtmetratge: Liberty de Faren Humes
    - Menció Especial: The Jarariju Sisters de Jorge Cadena
- Premi del Jurat de Lectors del Berliner Morgenpost
  - Guanyador: Systemsprenger de Nora Fingscheidt
- Premi del Jurat de Lectors de Der Tagesspiegel
  - Guanyador: Monsters. de Marius Olteanu
- Premi TEDDY dels lectors de QUEER.DE
  - Guanyador: Breve historia del planeta verde de Santiago Loza
- Premi Guild Film 
  - Guanyador: Gospod postoi, imeto i' e Petrunija de Teona Strugar Mitevska
- Premi Caligari Film 
  - Guanyador: Heimat Is A Space in Time de Thomas Heise
- Premi Heiner Carow 
  - Guanyador: Beauty and Decay d'Annekatrin Hendel
- Premi Compass-Perspektive 
  - Guanyador: Born in Evin de Maryam Zaree
- Kompagnon-Fellowship
  - Perspektive Deutsches Kino: To Be Continued de Julian Pörksen
  - Berlinale Talents: Transit Times de Ana-Felicia Scutelnicu
- Premi Internacional ARTEKino 
  - Guanyador: A Responsible Adult de Shira Geffen
- Premi Eurimages Co-Production Development Award
  - Guanyador: Avalon PC per Alcarràs
- Premi VFF Talent Highlight 
  - Guanyador: Vincenzo Cavallo per Bufis
- Premi Amnesty International Film 
  - Guanyador: Your Turn de Eliza Capai
- Label Europa Cinemas
  - Guanyador: Šavovi de Miroslav Terzić
- Premi Peace Film 
  - Guanyador: Your Turn d'Eliza Capai
    - Menció Especial: System K de Renaud Barret
    - Menció Especial: Midnight Traveler de Hassan Fazili i Emelie Mahdavian